# Катерина Корнаро
Катерина (Катаріна) Корнаро (грец. Αικατερίνη Κορνάρο, вен. Catarina Corner; 25 листопада 1454 — 10 липня 1510) — остання королева Кіпру, вдова короля Якова II й мати короля Якова III.

## Біографія
Народилась у Венеції в знатній родині, з якої походили чотири дожі. Саме Кіпр входив до сфери інтересів родини Корнаро, яка керувала на острові кількома цукровими заводами, а також експортувала кіпрську продукцію до Венеції та далі до Європи.
1468 року Яків II став королем Кіпру. Того ж року він обрав собі в дружини Катерину Корнаро, якій на той час виповнилося лише 14 років. Заручини відбулись заочно (за дорученням) у Палаці дожів. Унаслідок такого союзу кіпрський монарх отримав значний посаг, а Венеція отримала право на володіння Кіпрським королівством, якщо Яків і Катерина помруть, не лишивши спадкоємців. 1472 року Катерина прибула на Кіпр, де відбулась офіційна шлюбна церемонія.
Менш ніж за рік Яків помер, а Катерина Корнаро стала регенткою при новонародженому сині Якові. За рік, після смерті сина за нез'ясованих обставин, Корнаро стала повновладною королевою.
Після смерті короля та спадкоємця країною фактично керувала Рада, більшість у якій становили іспанські радники короля Якова II. Очолив раду дядько королеви Андреа Корнаро. Намагаючись обмежити вплив венеційців на королеву, іспанці на чолі з архієпископом реалізували змову, звинувативши Катерину та її дядька в отруєнні короля, в результаті чого Андреа Корнаро та його племінник були вбиті. У відповідь венеційці відрядили на Кіпр ескадру з десяти суден. Довідавшись про її наближення, іспанці втекли з острова, а їхніх прибічників було заарештовано та страчено.
Після того островом фактично почали керувати венеційські намісники, призначені дожем Ніколо Марчелло. При королеві постійно перебували кілька венеційських радників, а венеційський флот був напоготові, щоб відстоювати інтереси республіки на Кіпрі. 1489 року Катерина Корнаро зреклась престолу на користь Венеційської республіки й залишила острів.
Таким чином остання держава хрестоносців стала колонією Венеції. Катерина Корнаро отримала сеньйорію Азоло, що в області Венето, де колишня королева провела свої останні роки й померла 1510 року.